# Бентивольо, Эрколе (кондотьер)
Эрколе Бентивольо (итал. Ercole Bentivoglio; Болонья, 15 мая 1459 — июнь 1507) — кондотьер.

## Биография
Сын синьора Болоньи Санте Бентивольо и Джиневры Сфорца, дочери Алессандро Сфорца, синьора Пезаро. По предварительной договорённости планировалась передача власти в Болонье двоюродному брату Санте, Джованни Бентивольо, поэтому Эрколе в возрасте трех лет был отправлен под опеку семьи Медичи во Флоренцию. В 1463 г. последовала внезапная смерть его отца Санте Бентивольо, и в 1464 г. Джиневра Сфорца вышла замуж за того самого Джованни Бентивольо, перед которым открылась перспектива первенства в Болонье, и который предположительно был её любовником в течение нескольких лет.
В 1483 г. Эрколе поступил на службу к Лоренцо Медичи и стал одним из капитанов флорентийских войск, которые сражались в Луниджиане против Генуи, добившись назначения губернатором Пьетразанты, отбитой у генуэзцев в 1486 г. 28 января 1487 г. был среди приглашенных на свадьбу сводного брата, Аннибале Бентивольо, сына Джованни II Бентивольо и Джиневры Сфорца, с Лукрецией, незаконнорождённой дочерью Эрколе I д’Эсте, на которой присутствовали почти все главы государств Апеннинского полуострова, включая Папу Римского Иннокентия VIII.
Поселился в Пизе, в октябре 1491 г. женился на Барбаре Торелли, дочери Марсилио Торелли, графа Монтекьяруголо, которая в течение двух лет родила дочерей Костанцу и Джиневру. После изгнания Пьеро де Медичи Глупого из Флоренции, Республика развязала войну с Пизой, и Бентивольо потерпел тяжёлое поражение от Лучио Мальвецци на реке Серкио. Он сумел восстановить репутацию в битве при Кашина и позже в битве при Бьентине, где в апреле 1496 г. разгромил венецианцев под командованием Джампаоло Манфроне (в этом сражении погиб дядя Эрколе Бентивольо, Франческо Секко, другой «капитан удачи» и дед жены Эрколе, Барбары, по материнской линии).
В 1497 г. перешёл на службу в Сиену, а в июле того же года — к Папе Александру VI, который стремился за счет провинции Марке расширить владения Папской области и облагодетельствовать своего сына Чезаре. Преодолев некоторые трудности, Бентивольо заключил договор с городом Фермо, который не удовлетворил Папу и был им аннулирован. В 1499 г. Эрколе с семьёй поселился в Фермо, где в его распоряжение был предоставлен дворец.
Был призван Папой на помощь военным предприятиям Чезаре Борджиа и в конце года участвовал в осаде замка Форли, который пал в январе следующего года, а Катерина Сфорца стала пленницей Борджиа. В течение всего года проводил военные операции в Романье под командованием Чезаре и 20 октября 1500 г. вошел в Пезаро, жители которого изгнали Джованни Сфорца.
Вернувшись в Фермо в 1501 г., заподозрил Барбару Торелли в измене и распорядился запереть её в одной из каморок дворца, позже предположил ложность обвинений против жены и освободил её. Та в июне бежала в Урбино к матери, обвинив мужа в настойчивых попытках принудить её к проституции. В руках Бентивольо осталось приданое супруги и дочерей, последовавших за матерью.
В 1502 г. вернулся на службу Республике Флоренции, находившейся под угрозой в связи со стремлением Пьеро де Медичи Глупого при помощи Вителлоццо Вителли, Фабио Орсини и Джампаоло Бальони вернуть себе синьорию.

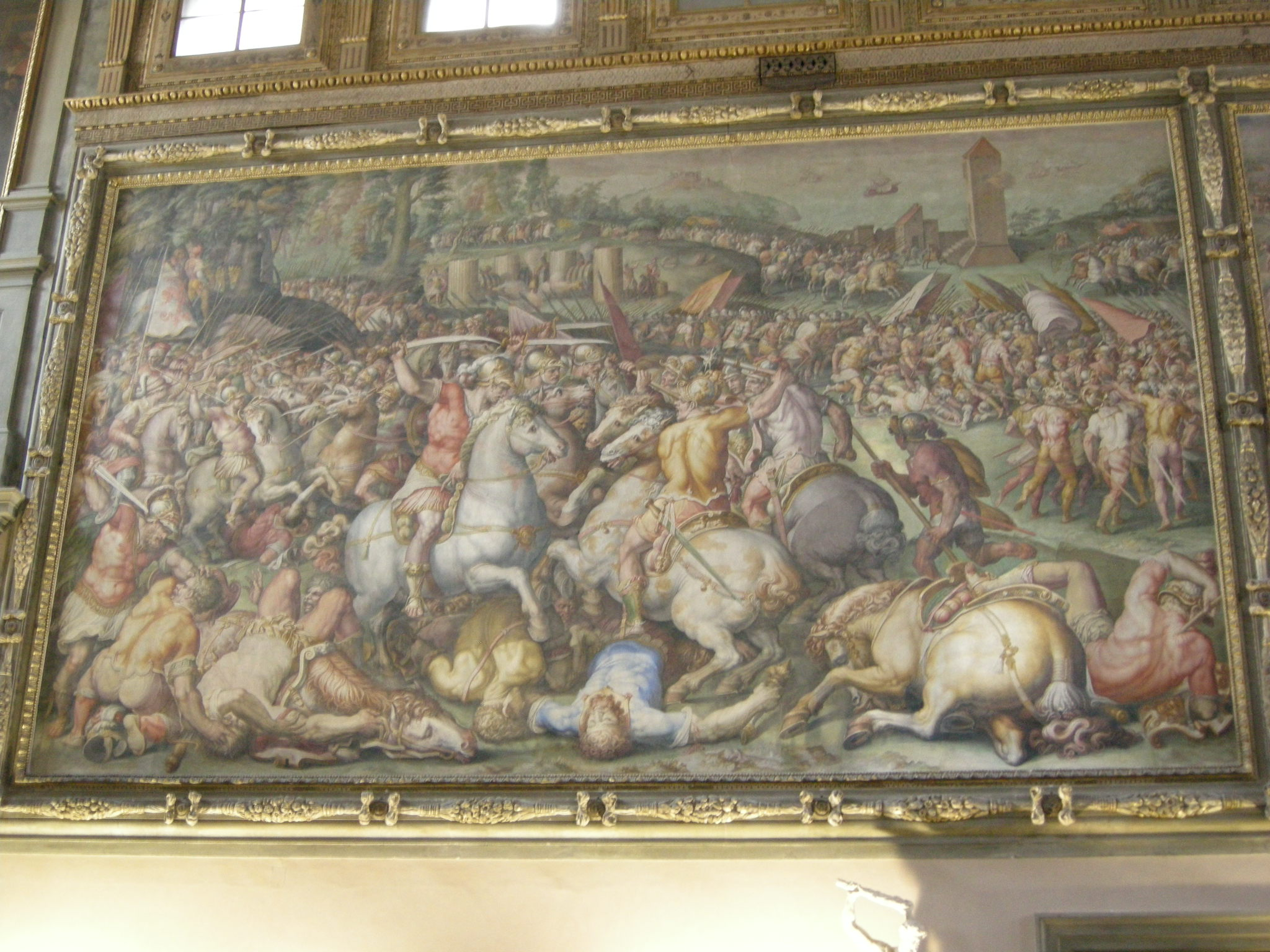
Джорджо Вазари «Поражение пизанцев у башни Сан-Винченцо», Палаццо Веккьо

1 мая 1503 г. был назначен генерал-губернатором флорентийского ополчения. В этом качестве приступил к длительной осаде Пизы, не имевшей успеха в силу снабжения, которое пизанцы получали из Генуи и Неаполя морем и далее по реке Арно. Проект отвода реки от Пизы, получивший горячую поддержку Макиавелли, который убедил нерешительного гонфалоньера Пьеро Содерини принять его, был заброшен в силу чрезмерной длительности и дороговизны, а осада в итоге снята. 17 июля 1505 г. Бентивольо добился наибольшего успеха во всей кампании, вступив у Башни Сан-Винченцо (провинция Ливорно) в противостояние с Бартоломео д’Альвиано, который стремился к соединению своих сил с войсками Джампаоло Бальони. Д’Альвиано пришлось бежать, оставив флорентийцам множество пленных, лошадей и обоз. Произведенный в капитан-генералы Эрколе решил, что эта победа позволяет ему свести счеты с Пизой, и в августе Флоренция профинансировала новую осаду города силами восполненной пехоты и артиллерии. Последней удалось пробить бреши в городской стене, но плохо организованная атака пехоты была отбита с тяжелыми потерями, и 14 сентября Бентивольо был вынужден вновь снять осаду. Объявленный главным виновником поражения, отправлен в отставку в 1506 г.
Поступил на службу к Папе Юлию II в должности капитана, под командованием Франческо Мария I делла Ровере. Предположительно, умер в июне 1507 г., в сентябре 1508 г. овдовевшая Барбара вышла замуж за Эрколе Строцци.

## Отношения с Макиавелли
В своём труде «Размышления над первой декадой Тита Ливия» (глава LIII «Введенный в заблуждение ложным ожиданием выгоды, народ часто сам рвется к своей гибели, так как он с легкостью увлекается далеко идущими планами и грандиозными ожиданиями») Макиавелли приводит следующее рассуждение об эпизоде со второй осадой Пизы: 
Командующий войсками флорентийцев мессер Эрколе Бентивольо, разгромив Бартоломео д’Альвиано в битве при Сан-Винченти, отправился с Антонио Джакомини осаждать Пизу. Это было сделано по воле народа, который был увлечен смелыми посулами мессера Эрколе, несмотря на то, что многие граждане осуждали его. Однако они не сумели предотвратить поход, находясь под давлением большинства, которое поверило красноречивым убеждениям командующего. Таким образом, я утверждаю, что не существует более надежного средства привести к гибели республику, где народ наделен властью, чем вскружить ему голову его дерзкими предприятиями. Народ всегда согласится пойти на них, если сможет, и любые возражения останутся без внимания. Но если такие предприятия приводят государство к гибели, они скорее приносят гибель тем, кто их предпринимает. Народ, видя вместо ожидаемой победы провал, винит в этом не неспособность или невезение человека, возглавлявшего предприятие, а его предательство или глупость и убивает, отправляет его в ссылку или бросает в тюрьму».
Известно письмо Бентивольо к Макиавелли от 25 февраля 1506 г., в котором он вспоминает «те несчастные времена» для Италии и «наш печальный жребий тех времён», и в котором высказывает мнение, что к прежним бедам могут добавиться новые, а также выражает надежду, что Макиавелли своим историческим трудом мог бы по меньшей мере способствовать переоценке в глазах потомков усилий тех людей, которые стремились стать «хранителями итальянской чести и репутации».